# 105613 Odedaharonson
105613 Odedaharonson este o planetă minoră (asteroid), cu un diametru de 1,295 km, din Asteroid Hungaria. A fost descoperită pe 5 septembrie 2000 la Stația Anderson Mesa de Lowell Observatory Near-Earth-Object Search și a fost numită după Oded Aharonson⁠(d). 
Obiectul prezintă o orbită caracterizată de o semiaxă mare de 1,9224978394639 UAi, o excentricitate de 0,060041464873326, o înclinație de 17,570215862808 ° în raport cu ecliptica.